# Werner Kollath
Werner Georg Kollath, né le 11 juin 1892 à Gollnow (actuellement Goleniów), en Poméranie et mort le 19 novembre 1970 à Porza (Lugano), est un bactériologue appartenant au courant hygiéniste allemand. Actif dans la recherche et la publication en matière de nutrition, il est considéré comme l'un des pionniers de l'alimentation complète. 

## Biographie
Fils du docteur en médecine Georg Kollath, Werner Kollath est né le 11 juin 1892 à Gollnow. Il suit sa scolarité à Gollnow et à Stettin (actuellement Szczecin) et obtient son baccalauréat à l'automne 1911. 
Kollath suit des études de médecine aux universités de Leipzig, Fribourg-en-Brisgau, Berlin et Kiel. Pendant la Première Guerre mondiale, il sert en tant que médecin militaire adjoint après s'être porté volontaire. Après la guerre, il poursuit ses études à Marbourg. En 1920, il y fait sa thèse et obtient l'autorisation de pratiquer la médecine. 
En 1923, il devient assistant auprès de Richard Pfeiffer à l'Institut de l'hygiène de l'Université de Wrocław. Il obtient son habilitation universitaire en 1926 grâce à sa deuxième thèse : Vitaminsubstanz und Vitaminwirkung. Eine Studie über Zusammenhänge zwischen Mineral- und Sauerstoffwechsel, Phosphatiden und ultraviolettem Licht, geprüft an den Wachstumsbedingungen des Influenzabazillus (Substance et effet des vitamines. Une étude des relations entre les apports de minéraux et d'oxygène, de phosphoglycérides et d'ultraviolets, testée sur les conditions de croissance de bacilles grippaux). 
En 1932, il est nommé professeur associé à l'Université de Wrocław et prend la direction de la chaire universitaire d'hygiène en 1933 et 1934.

### Carrière sous le régime nazi
En avril 1933, Kollath soumet sa demande d'adhésion au Parti national-socialiste des travailleurs allemands (NSDAP). Il n'y est pourtant admis qu'en mai 1934 (matricule 3.522.586), car sa première demande est perdue. Il est également membre passif de la SS. À partir d'octobre 1933, il intègre le NSLB (Ligue nationale-socialiste des enseignants), la NS-Dozentenbund (la Ligue nationale-socialiste des maîtres de conférence allemands), le NSV (Secours populaire national-socialiste) et la Reichsluftschutzbund (Ligue de défense aérienne du Reich).

En 1935, il répond à un appel de l'Université de Rostock et y travaille ensuite en tant que professeur en hygiène et bactériologie et directeur sanitaire régional. Il y dispense entre autres des cours d'hygiène raciale et œuvre pour la création d'une chaire dans cette matière. Au cours de l'année 1937, il devient le doyen de la faculté de médecine et publie un traité d'hygiène intitulé Grundlagen, Methoden und Ziele der Hygiene (Fondements, méthodes et objectifs de l'hygiène). L'ouvrage est approuvé par les autorités du Troisième Reich, en partie aussi en raison de son traitement de l'hygiène raciale. La Reichsstelle zur Förderung des deutschen Schrifttums (Office du Reich pour la promotion de la littérature allemande) a distingué le livre comme étant l'un des 100 meilleurs livres allemands de l'année 1936-1937. Kollath y soutient notamment que :

« Les difficultés en matière d'hygiène résultaient jusqu'à l'heure actuelle de l'absence d'une législation adaptée, qui, par le passé, ne permettait pas, à titre d'exemple, l'exclusion d’individus inférieurs de la reproduction. »

Le passage suivant atteste également de son approbation de la législation nazie :

« En Allemagne, une humanité meilleure et plus noble ne peut être atteinte que par les lois nationales-socialistes et une législation sur la stérilisation. »

— Werner Kollath
En 1942, Werner Kollath publie son principal ouvrage : Die Ordnung unserer Nahrung (Pour une alimentation ordonnée). La date de sa publication indique que ce livre était considéré par le régime nazi comme « utile à l'effort de guerre ». Dans Die Ordnung unserer Nahrung, Werner Kollath utilise le concept d'alimentation complète (Vollwertkost). Il s'agit d'une alimentation qui « comprend tout ce dont l'organisme a besoin pour vivre et perpétuer l'espèce ». Quant au concept en lui-même, il est fortement inspiré des publications de Maximilian Oskar Bircher-Benner. 
L'engagement de Werner Kollath pour le nazisme dure jusqu'au début de l'année 1945. Avant la capitulation de l'Allemagne, il participe aux entraînements du Volkssturm.

### L'après-guerre
À la suite de la circulaire d'« épuration de l'administration » émise le 30 août 1945 par le président du Mecklembourg-Poméranie-Occidentale, Werner Kollath est renvoyé à cause de son appartenance au parti nazi. Il conteste son renvoi en affirmant qu'il n'est pas un « fasciste actif » et que ses opinions sont même contraires à celle du nazisme. Après la guerre, le terme d'hygiène raciale est supprimé de son livre.
Il occupe le poste de commissaire principal chargé des épidémies jusqu'en 1946. Rostock se trouve alors en Zone d'occupation soviétique. Le Parti socialiste unifié d'Allemagne (SED) donne à Werner Kollath un certificat attestant qu'il n'a de « membre du Parti national-socialiste que le nom » et qu'il a fait une demande d'admission au Parti communiste d'Allemagne (KPD) dès décembre 1945. « De plus, il est choisi comme candidat du SED, ce qui est pris, à tort, comme le signe de sa dénazification. » En 1947, il est cependant renvoyé de son poste de directeur des services d'hygiène du Land. Werner Kollath fuit la Zone d'occupation soviétique en mars 1947 et s'installe à Hanovre. Il y travaille comme chimiste agro-alimentaire et conseiller chez le fabricant de biscuits Bahlsen, pour qui il avait testé des Flieger-Abwurfnahrung (aliments destinés à être largués par des pilotes) au cours de la Seconde Guerre mondiale.
En 1948 paraît la deuxième édition corrigée de son manuel d'hygiène. « Il remplace l'hygiène raciale par l'hygiène sociale, Goebbels par Goethe et supprime par exemple les passages sur Hitler, la sélection eugénique, le patrimoine génétique et la stérilisation contrainte. »
En 1948, il obtient un certificat de dénazification (catégorie IV, puis catégorie V après contestation) et travaille comme chercheur à l'Institut des pathologies de Stockholm. En 1950, il publie un livre intitulé Der Vollwert der Nahrung und seine Bedeutung für Wachstum und Zellersatz (Une alimentation complète et son importance pour la croissance et le renouvellement des cellules), dans lequel il développe une « théorie de l'alimentation complète ». À partir de 1950, il cherche à populariser cette « alimentation complète » et travaille entre autres sur la première Gesundheitsbrockhaus, une encyclopédie dédiée à la santé. L'année 1951 marque le début de la commercialisation de son « petit-déjeuner Kollath », appelé Frischkornbrei – du porridge cru qui a reposé plusieurs heures – et désormais vendu dans les magasins de produits diététiques. Parallèlement, il crée et commercialise des produits destinés à l'alimentation animale ainsi que des produits probiotiques, développés à partir de ses recherches en nutrition.
Lors d'un voyage d'agrément au Chili, il reçoit une offre de travail au centre de recherche sur l'hygiène de la Faculté de médecine de Santiago, mais il la décline. En avril 1952, il perçoit le versement rétroactif de sa retraite d'avril 1951, il touche donc à nouveau une rémunération, prétendument justifiée par un certificat médical. De 1952 à 1956, Kollath se consacre à la réalisation d'expérimentations animales à l'université de Munich, afin de prouver la véracité de ses hypothèses, selon lesquelles l'insuffisance nutritionnelle résulterait d'une alimentation non complète.
De 1950 à 1970, Kollath est membre du conseil scientifique de la Société internationale pour la recherche sur les nutriments et substances vitales (IVG, Internationalen Gesellschaft für Nahrungs- und Vitalstoff-Forschung). En 1964, il devient membre du conseil consultatif scientifique d'un groupe de travail sur le secteur de la santé, Arbeitskreis Gesundheitskunde.

## Théorie
Selon la théorie de Kollath, seuls les aliments les moins transformés contiennent suffisamment de principes actifs essentiels, qu'il appelle des « auxones ». Ceux-ci seraient importants pour la division cellulaire. Si les aliments que l'on mange n'en possèdent pas assez, une insuffisance nutritionnelle peut en résulter : il s'agit d'une malnutrition qui peut entraîner des maladies chroniques. Il oppose la « valeur fraîche » à la « valeur calorifique » ; la valeur énergétique des aliments est selon lui la « valeur partielle » tandis que la valeur fraîche est la « valeur complète » de la nourriture. Selon lui, la valeur des aliments cuits n'est que partielle. Kollath distingue deux grands types de nourriture : les « aliments » et les « produits alimentaires ». Un « aliment » est une nourriture « vivante » qui contient des substances protéiques. À l'inverse, un « produit alimentaire » est une nourriture « morte » dont les substances protéiques ont été détruites, principalement par la cuisson. Il divise chacun de ces deux groupes en trois « niveaux de valeur nutritionnelle » :
- aliments :
  - naturels ;
  - altérés mécaniquement ;
  - altérés par fermentation ;

- produits alimentaires :
  - cuits ;
  - conservés ;
  - préparés.

Les six « niveaux de valeur nutritionnelle » exposés par Kollath comportent des aliments d'origine aussi bien animale que végétale, ainsi que des boissons. Un moindre degré de préparation implique une plus grande valeur nutritionnelle. Selon Kollath, les aliments d'origine végétale ont généralement une valeur nutritionnelle plus élevée que les aliments d'origine animale, de même que les aliments bruts ont une valeur nutritionnelle supérieure aux aliments préparés. Kollath attribue la valeur la plus élevée aux « aliments naturels ». Cette catégorie comprend les noix, les oléagineux, les céréales, les fruits et légumes et les herbes aromatiques, mais aussi le miel, le lait cru, le lait maternel, les œufs crus, l'« eau de source naturelle » ou eau minérale tirée à la source.
C'est sur cette théorie que reposent la notion de « valeur complète » ainsi que les nombreux arguments en faveur de l'alimentation complète.

## Influence et réception
Kollath a rédigé 326 publications spécialisées, dont 28 livres. La Fondation Werner-und-Elisabeth-Kollath, dont le siège est situé à Bad Soden am Taunus, promeut la « recherche sur l'alimentation holistique scientifique et la santé ». Son principal ouvrage, Die Ordnung unserer Nahrung, publié pour la première fois en 1942, est considéré comme fondement de la notion d'alimentation complète et a été réédité à de multiples reprises après sa mort :  la 17e édition, au contenu inchangé, est publiée en 2005.
Dans les années 1950 et 1960, les travaux de Kollath sur l'alimentation sont particulièrement plébiscités par la Société internationale pour la recherche sur les nutriments et substances vitales (IVG), la Weltbund zum Schutz des Lebens (Union mondiale pour la protection de la vie), le groupe de travail Arbeitskreis Gesundheitskunde sur le secteur de la santé, fondé en 1964, et par les médecins alternatifs. Des médecins comme Max Otto Bruker ou Johann Georg Schnitzer citent Werner Kollath comme source d'inspiration de leurs conceptions de l'alimentation. En 1982, le magazine d'information Der Spiegel publie un article critiquant plusieurs entreprises des secteurs de la naturopathie et de la diététique, dont les offres reposent sur les idées de Kollath. Lors de ses tournées de conférences sur l'industrie alimentaire diététique, Werner Kollath assure une grande diffusion de la « croyance dans les mystérieuses substances vitales et substances régénérantes », qui est pour « une base d'affaires florissantes ». Ses théories sur « l'insuffisance nutritionnelle » sont non seulement au fondement même de l'image des aliments bénéfiques pour la santé, véhiculée par une partie de l'industrie diététique, mais elles assurent également « la prospérité de Kollath et de ses disciples ».
Dès les années 1950, plusieurs confrères de Kollath et membres de la Deutschen Gesellschaft für Physiologische Chemie (Association allemande de chimie physiologique) commencent à s'opposer aux théories et à la méthodologie expérimentale de Kollath. Par exemple, ils rejettent l'idée selon laquelle les symptômes que Kollath associe à « l'insuffisance nutritionnelle » seraient le signe d'une certaine maladie. Celle-ci résulterait plutôt d'un apport insuffisant en certains nutriments et ne serait en aucun cas une des « maladies de civilisation » de l'homme. Les critiques émanent également de chercheurs et instituts de recherche cités par Kollath en 1954 dans le but d'appuyer ses opinions. Par exemple, le médecin suédois Torsten Gillnäs émet la critique selon laquelle « le régime de base employé par Kollath par le passé ainsi qu'à Stockholm n'est pas approprié aux expériences de ce type ». Les expériences menées par Kollath à Stockholm n'ont pas été validées et le régime alimentaire utilisé « contenait probablement certaines vitamines supplémentaires en quantités inconnues ». En 1952, W. Grab, médecin en chef dans l'armée allemande, allègue que « dans le domaine de la recherche sur les vitamines, il est communément admis que la caséine doit être très soigneusement purifiée à toute fin expérimentale relative aux vitamines, car des résidus de vitamines peuvent modifier les résultats des expériences ». Il n'existe aucune preuve de l'existence réelle des « auxones ».
Le concept d'auxone ne s'est pas généralisé par la suite. Dans l'état du savoir actuel, il comprend grosso modo : certaines vitamines B (à l'exception de la thiamine), des substances végétales secondaires et quelques oligo-éléments .
Selon les nutritionnistes Claus Leitzmann et Bernhard Watzl, « les conclusions des recherches menées en milieu mésotrophe par Werner Kollath, qui s'avèrent aujourd'hui être infondées », ne remettent en aucun cas en cause « le caractère novateur et pionnier de ses résultats et l'importance de ses autres travaux d'envergure dans le domaine de la nutrition ». Les deux pionniers de l'alimentation complète font référence à Die Ordnung unserer Nahrung et à l'accent mis par Kollath sur l'importance nutritionnelle des céréales chez l'homme. En effet, « la qualité naturelle et complète de la nourriture permet à l'organisme de se maintenir dans les meilleures conditions possibles pour entretenir la division cellulaire et la croissance, et ce, tout au long de la vie ».
Le chimiste agroalimentaire Udo Pollmer et la biologiste Susanne Warmuth ont relevé des contradictions dans Die Ordnung unserer Nahrung. La répartition de la nourriture sur un échelon de valeurs est parfois incompréhensible. Par exemple, la viande maigre cuite est placée dans l'échelon 4, alors que les abats sont classés avec les substances isolées propres à l'échelon 6. Les légumineuses blanchies sont placées à l'échelon 1 (« aliments naturels »), mais les jus de fruits, eux, figurent eux dans l'échelon 4 (« aliments cuits »). Le thé à base de fruits est considéré comme « non chauffé » alors que les produits de substitutions au café le sont. Les coquilles ont été classées comme « modifiées mécaniquement ». Udo Pollmer souligne également que le concept d'« alimentation complète » de Werner Kollath repose uniquement sur des expérimentations animales douteuses, en particulier sur des rats, et critique cette méthodologie. Aujourd'hui, on ne peut tirer qu'une seule « conclusion » des recherches de Werner Kollath : « les expériences classiques de recherche sur les vitamines ont impérativement besoin d'être entérinées par des méthodes modernes ».

## Aspects sanitaires de la transformation des aliments
Déjà à l'époque de Werner Kollath et même avant, les aliments étaient transformés pour des raisons d'hygiène et d'apport nutritionnel. Les aliments crus ne sont pas digérés de manière aussi complète que les aliments cuits, ce qui empêche une absorption optimale de leurs vitamines et oligo-éléments. Cette mauvaise digestion favorise en outre les carences et les ballonnements. Certaines substances végétales dont l'ingestion est toxique, comme les phasines et les glycosides cyanogéniques présentes dans les légumineuses, peuvent être détruites uniquement par dégagement de chaleur. Les phasines ne sont que partiellement détruites lors de la germination. Les membranes cellulaires sont désintégrées par la chaleur, facilitant ainsi l'ingestion des nutriments.

## Distinctions
- 1957 : Médaille d'or Bircher-Benner de la Société internationale pour la recherche sur les nutriments et substances vitales (IVG)[10]
- 1966 : Médaille Hufeland de la Confédération des médecins en faveur de la naturopathie (Zentralverbandes der Ärzte für Naturheilkunde)[10]

## Publications
- Vitaminsubstanz oder Vitaminwirkung? Eine Studie über Zusammenhänge zwischen Mineral- und Sauerstoff-Stoffwechsel, Phosphatiden und ultraviolettem Licht, geprüft an den Wachstumsbedingungen des Influenzabazillus (Bazillus Pfeiffer), in : Zentralblatt für Bakteriologie, Parasitenkunde und Infektionskrankheiten 100, 1926, 97-145.
- Grundlagen, Methoden und Ziele der Hygiene. Eine Einführung für Mediziner und Naturwissenschaftler, Volkswirtschaftler und Techniker, Leipzig, 1937.
- Zur Einheit der Heilkunde, Stuttgart, 1942 (autobiographie).
- Die Ordnung unserer Nahrung. Grundlagen einer dauerhaften Ernährungslehre, Stuttgart, 1942.
- Lehrbuch der Hygiene, 2e tome, Stuttgart, 1949.
- Der Vollwert der Nahrung und seine Bedeutung für Wachstum und Zellersatz. Experimentelle Grundlagen, Stuttgart, 1950.
- Getreide und Mensch – eine Lebensgemeinschaft,  Bad Hombourg, 1964